# 주대각선
선형 대수학에서 행렬의 주대각선(Main diagonal)은 때로는 선행 대각선(leading diagonal, principal diagonal, primary diagonal, major diagonal)등으로 표기된다.
모든 행렬은 그 행렬의 성분 값에 상관없이 주 대각선을 갖는다.
행렬의 왼쪽 위에서 오른쪽 아래를 가르는 주대각선을 기준으로 대칭되는 원소(성분)들의 의미있는 경우에도 역시 주대각선은 중요하다. 이때 특히 주대각선을 제외한 성분들이 0인 경우 대각행렬로 분류된다.
{\displaystyle {\begin{bmatrix}\color {red}{x_{ij}}&x_{ij}&x_{ij}\\x_{ij}&\color {red}{x_{ij}}&x_{ij}\\x_{ij}&x_{ij}&\color {red}{x_{ij}}\end{bmatrix}}\qquad }
{\displaystyle i=}행의 값  {\displaystyle j=} 열의 값
{\displaystyle i,j}는 각각 행과 렬의 지표값으로 지표수라고 할때,
{\displaystyle {\begin{bmatrix}\color {red}{x_{11}}&x_{12}&x_{13}\\x_{21}&\color {red}{x_{22}}&x_{23}\\x_{31}&x_{32}&\color {red}{x_{33}}\end{bmatrix}}\qquad }
또한, 행과 열의 지표수가 같은 성분을 대각성분(대각항, diagonal entry)이라고 한다. 종종, 선행성분이라고도 한다.

## 주대각선
다음의 세 행렬은 행과 열의 지표수가 같은  주 대각선을 빨간색 대각선으로 표시한 대각행렬이다.
{\displaystyle A={\begin{bmatrix}\color {red}{a}&0&0\\0&\color {red}{a}&0\\0&0&\color {red}{a}\end{bmatrix}}\qquad A={\begin{bmatrix}\color {red}{a}&0&0&0\\0&\color {red}{a}&0&0\\0&0&\color {red}{a}&0\end{bmatrix}}\qquad A={\begin{bmatrix}\color {red}{a}&0&0\\0&\color {red}{a}&0\\0&0&\color {red}{a}\\0&0&0\end{bmatrix}}}
예로들은 행렬 {\displaystyle A}는 {\displaystyle i} 행과 {\displaystyle j}열에서 주된 대각선 성분이  {\displaystyle A=a_{(i,j)}}에서 {\displaystyle i=j}이고,모든 대각선 밖의 요소는 {\displaystyle 0}이다.
이러한 대각선 행렬에서는 행렬의 성분이 {\displaystyle 0} 과 {\displaystyle 0} 이 아닌 성분으로 주대각선을 기준으로 의미있는 구별이 된다.

## 반 대각선
반 대각선 행렬(또는 역 대각선 행렬)
{\displaystyle {\begin{bmatrix}0&0&\color {red}{1}\\0&\color {red}{1}&0\\\color {red}{1}&0&0\end{bmatrix}}}

## 성질
- 주 대각선은 대각선을 기준으로 행렬의 성분을 {\displaystyle 0}과 {\displaystyle 0}이 아닌 성분으로 구성되는 밴드 행렬로 정의하는데 유용하다.
- 주 대각선은 그 대각선의 역방향인  반 대각선(反 對角線, anti-diagonal)에 대칭 또는 반사된다.
- 주 대각선의 회전은 전치행렬의 성질을 이해하는데 유용하다.
- 주 대각선은 사다리꼴행렬의 변환과정, LU 분해, QR 분해 등에서 유용하게 사용된다.
- 주 대각선은 행렬의 성질을 해석할 수 있는 축의 작용을 한다.

## 같이 보기
- 대각행렬
- 순환 행렬